# Tubercule supraglénoïdal
Le tubercule supraglénoïdal (ou tubérosité sus-glénoïdienne) est une région saillante et rugueuse située au-dessus de la cavité glénoïdale de la scapula près de la base du processus coracoïde.
C'est le point d'origine du long chef du muscle biceps brachial.

## Aspect clinique

### Tendinite du biceps
L'origine de la tendinite du biceps brachial a pour origine son chef long au niveau du tubercule supraglénoïdal dans 30 % des cas.

### Fracture par avulsion
Le tubercule supraglénoïdal s'ossifiant séparément du reste de l'omoplate, il peut présenter un point de faiblesse de l'omoplate. Une contraction trop puissante du biceps peut provoquer une fracture par avulsion du tubercule et des parties environnantes, en particulier celle de la cavité glénoïde.

## Médecine vétérinaire
La fracture par avulsion du tubercule supraglénoïdal peut également se produire chez les chevaux.